# Cephalanthera longibracteata
Cephalanthera longibracteata es una especie de orquídea terrestre. Es nativa de Asia.

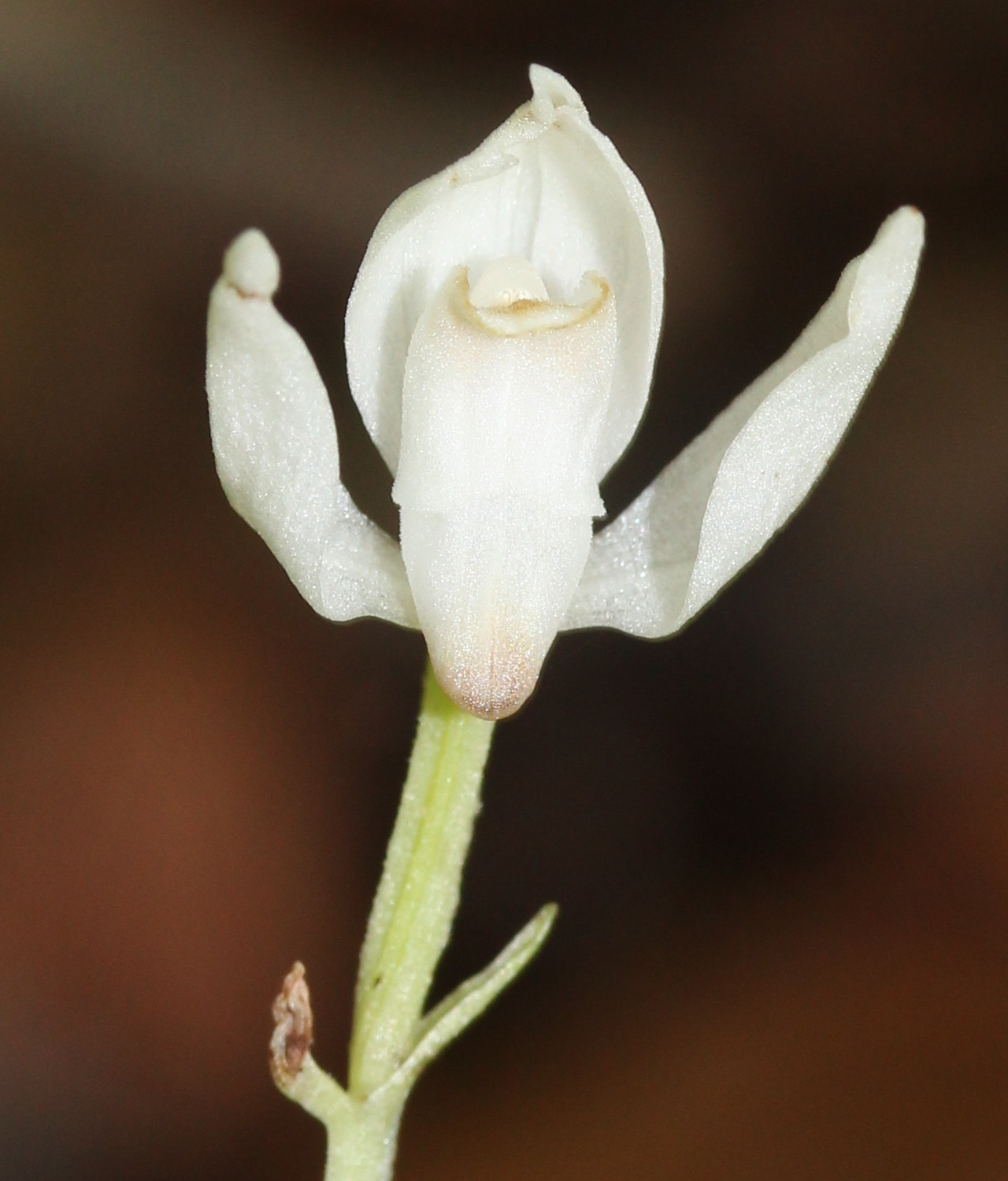
Detalle de la flor

## Características
Son plantas frondosas, autótrofos, que alcanzan un tamaño de 30-50 cm de altura. Tallo delgado a algo sólido, con varias vainas basales y 6-8 hojas, un poco escabrosas hacia el ápice. Hojas ampliamente lanceoladas a oblongo-lanceoladas, de 6-14 x 1,5-3 cm,  acuminadas con un largo ápice. La inflorescencia laxa con 8-15 flores; raquis 3-5.5 cm, brácteas florales linear-lanceoladas. Flores erectas, de color blanco, pedicelo y ovario 12-16 mm. Sépalos estrechamente ovados a lanceoladas, de 10-13 × 2-3 mm, ápice agudo a acuminado. Pétalos ovados, 8.5-9 ×  3 mm, ápice agudo a mucronado. El fruto es una cápsula erecta de 2-2.5 cm. Fl. May-Jun, fr. Agosto-septiembre, Tiene un número de cromosomas de 2 n = 30, 32, 33, 34, 36.

## Distribución y hábitat
Se encuentra en los bosques, los márgenes del bosque en Jilin (Linjiang), Liaoning en China y en Japón, Corea, Rusia (Extremo Oriente)].

## Taxonomía
Cephalanthera longibracteata fue descrita por Carl Ludwig Blume y publicado en Collection des Orchidées 188, pl. 65, f. 3(a–c). 1859.
Etimología
Ver: Cephalanthera
longibracteata: epíteto latíno que significa "con grandes brácteas".
Sinonimia
- Epipactis longibracteata (Blume) Wettst.
- Limodorum longibracteatum (Blume) Kuntze
- Serapias longibracteata (Blume) A.A.Eaton[3][4]